# Калиновка (Пятихатский район)
Калиновка (укр. Калинівка) — село,
Богдано-Надеждовский сельский совет,
Пятихатский район,
Днепропетровская область,
Украина.
Код КОАТУУ — 1224581002. Население по переписи 2001 года составляло 84 человека .

## Географическое положение
Село Калиновка находится на расстоянии до 2,5 км от сёл Богдано-Надеждовка, Культура, Петровка и Красный Луг.
Рядом проходят автомобильная дорога М-04 (E 50) и
железная дорога, станция Яковлевка.